# Harold I Zajęcza Stopa
Harold I, Harold Zajęcza Stopa (Harefoot) inne tłumaczenie Zająconogi (ur. ok. 1012, zm. 17 marca 1040) – król Anglii 1037–1040, syn Kanuta Wielkiego z nieprawego łoża, ze związku z Elgifu z Northampton, przyrodni brat króla Anglii i Danii, Hardekanuta. Przydomek Zajęcza stopa zawdzięczał swoim umiejętnościom polowania.
Po śmierci Kanuta Wielkiego w 1035 r. tron duński objął Hardekanut. Został również ogłoszony królem Anglii, ale tu pretensje do korony zgłosił również Harold. Za Haroldem przemawiał również fakt, iż Hardekanut na stałe przybywał w Danii i podróż na Wyspy musiała mu zabrać sporo czasu. Dodatkowo konkurent Harolda musiał stawić czoło szwedzko-norweskiej koalicji. Anglosasi zdecydowali się na połowiczne rozwiązanie, mianując Harolda regentem na czas nieobecności Hardekanuta.
Takiemu rozwiązaniu sprzeciwili się earl Godwin oraz królowa-wdowa Emma z Normandii, matka Hardekanuta. W 1036 r. Emma wezwała na pomoc z Normandii swoich dwóch synów z pierwszego małżeństwa z Ethelredem II Bezradnym - Edwarda i Alfreda. Obydwaj synowie wylądowali ze zbrojną eskortą w Anglii pod pozorem odwiedzin matki w Winchesterze. Harold nie zwlekał i rozkazał Godwinowi, który w międzyczasie przeszedł na jego stronę, pojmać książąt. Edwardowi udało się zbiec, ale Alfred został pojmany i oślepiony na rozkaz regenta. Zmarł niedługo później.
W 1037 r. Emma z Normandii opuściła Anglię i udała się do Brugii. Harold został powszechnie uznany za króla, ale arcybiskup Canterbury Æthelnoth odmówił mu koronacji. Harold nie przejął się tym i zajął skarby pozostawione w Winchesterze przez królową Emmę. Reszta rządów Harolda upłynęła w spokoju. Zmarł 17 marca 1040 r., kiedy do Anglii płynęła flota Hardekanuta, który postanowił upomnieć się o swoje dziedzictwo.
Ciało Harolda pochowano w opactwie westminsterskim. Kiedy Hardekanut objął tron, rozkazał w czerwcu 1040 r. ekshumować ciało rywala, odciąć mu głowę i wrzucić ciało do Tamizy. Stronnicy Zajęczej Stopy wyłowili jego ciało i pochowali je w sekrecie w małym kościele St Clemens Danes.
Harold miał syna, Elfwine'a, który w późniejszych latach został mnichem w jednym z europejskich klasztorów.

## Genealogia
| 4. Swen Widłobrody            |  |                          |  |  |                           |
|                               |  | 2. Kanut Wielki          |  |  |                           |
| 5. Świętosława                |  |                          |  |  |                           |
|                               |  |                          |  |  | 1. Harold I Zajęcza Stopa |
| 6. Elfhelm, Ealdorman of York |  |                          |  |  |                           |
|                               |  | 3. Aelgifu z Northampton |  |  |                           |
| 7.                            |  |                          |  |  |                           |
|                               |  |                          |  |  |                           |